# Micăuți, Strășeni
Micăuți este satul de reședință al comunei cu același nume din raionul Strășeni, Republica Moldova.

## Istoric

### Evoluția social-economică a localității în epoca modernă
Informații cu privire la locuințele din satul Micăuți se referă în anul 1874 din timpul războiului ruso-turc din anii 1864-1874, atunci autoritățile militare rusești, au efectuat un recensământ al populației Moldovei și Țării Românești. Conform informațiilor de atunci satul Micăuți era alcătuit din 7-10 bordeie si semibordeie.
In aceasta perioada satul se va localiza in zona actuala de așezare. Partea veche a satului sa afla =n zona pădurii, care bine asigurata si cu apa potabila. Concomitent pe teritoriul moșiei se aflau și alte sate (Popileni, Epureni). Sub aspect demografic primele recensăminte, al nivel de așezări, s-a efectuat in timpul războiului ruso-turc. Localitatea făcea parte din ținutul Orheiului, ocolul Ichel. Mosia localitatii era stapinita de citiva proprietari. Printre care si un oarecare Petre Borila . Probabil satul era unu răzeșesc. Treptat însă moșia satului începe sa fie acaparată de neamul Cirpestilor, care ulterior sa va înrudi cu familia Russo. Astfel daca în 1804 la prima întocmire a hotarului satului aceasta aparținea lui Ioan Carp, deja în 1817 proprietar era Constantin Russo, căsătorit cu Ecaterina. În documente se păstrează zestrea alcătuită din obiecte de lux. Treptat moșierul din Micauți reușește să adune circa 20000 ha. Printre moșiile stăpânite erau moșia Logănești si o parte din Magdăcesti. În Logănești a primit moșie o fiică a boierului, care se va căsători cu Lazo. Neamul Russo din sat era înrudit cu tatăl lui Alecu Russo (erau frați). Prin 1830-1835 Aleco a copilărit în Micauti. Documentele timpului conțin și numele primului preot - Drogoman. Acest preot va fi urmat de preotul Grosu. Fiul lui va absolvi prin anii '60 seminarul Teologic din Chișinău. În 1835 s-a efectuat un recensământ al populației in care au fost înscriși capurile familiei, soțiile și precum fii. Printre primele familii în sat se numără: Onica, Stavila, Ciutac, Nito, Constantin, Nicolaev. Printre primii administratori a moșiei Micauti se numără Costachi Salcoci. Biserica in 1817 era din lemn, era bine aranjata, purta numele Maicii Domnului.

## Distanțe
Distanța directă până în or. Strășeni este de - 16 km

Distanța directă până în or. Chișinău este de - 20 km

## Galerie de imagini

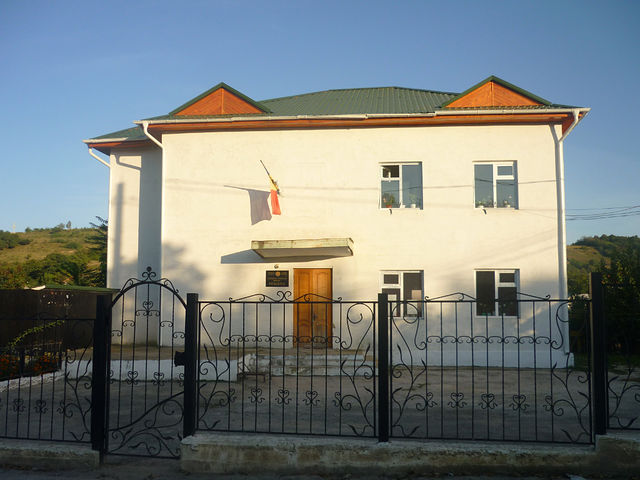
Primăria
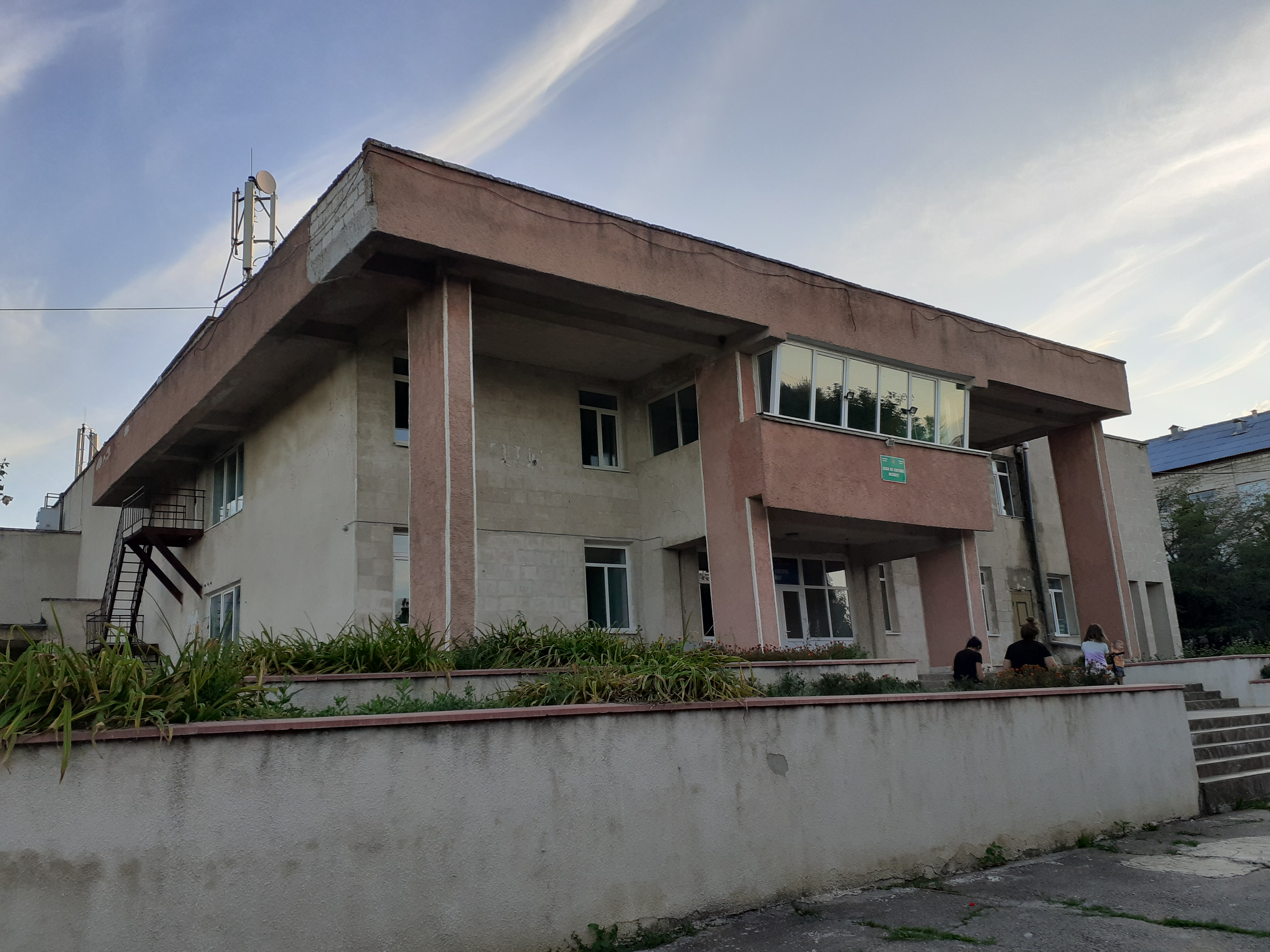
Casa de cultură
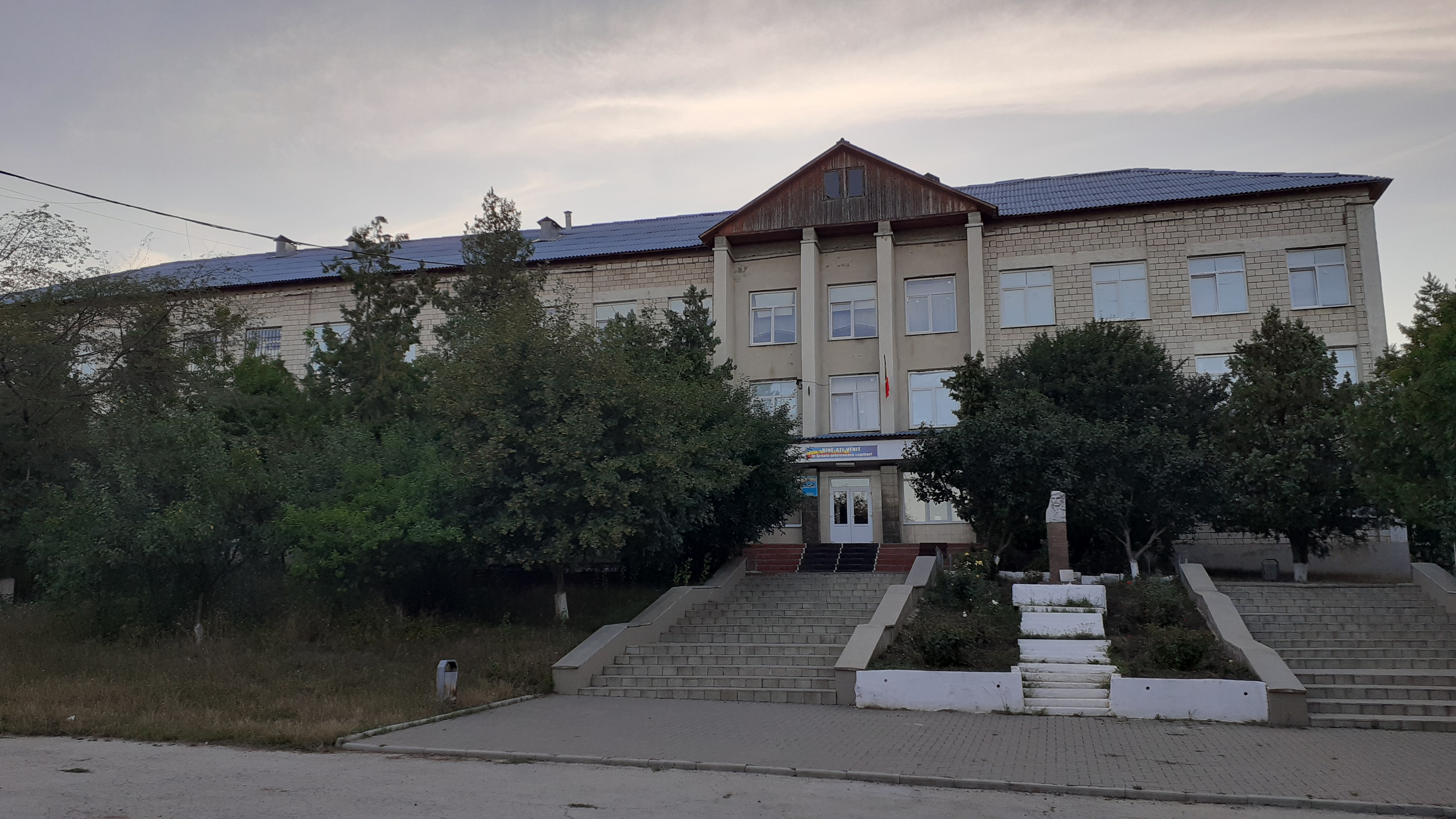
Gimnaziul „Valentin Slobozenco”
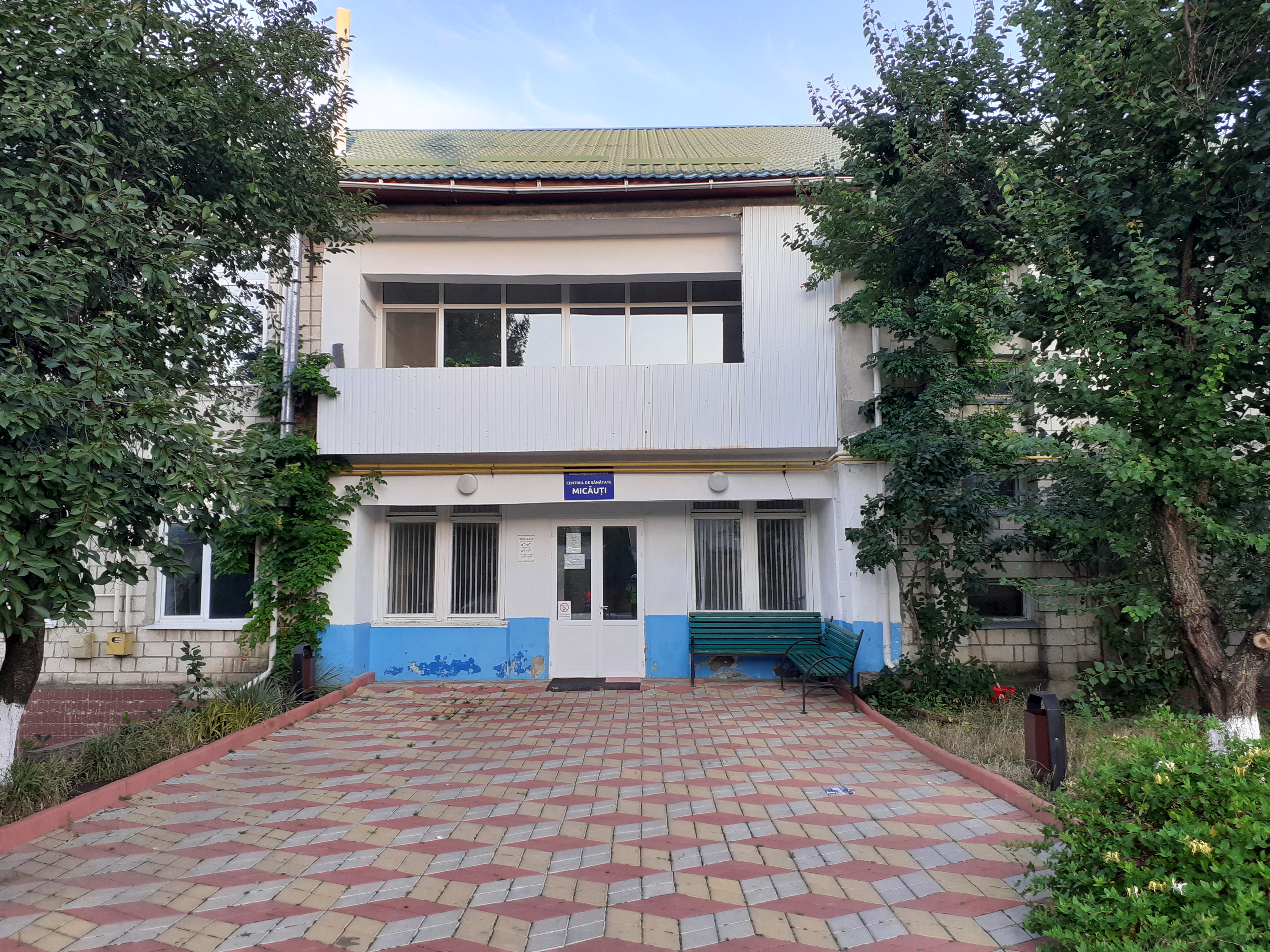
Centrul de sănătate
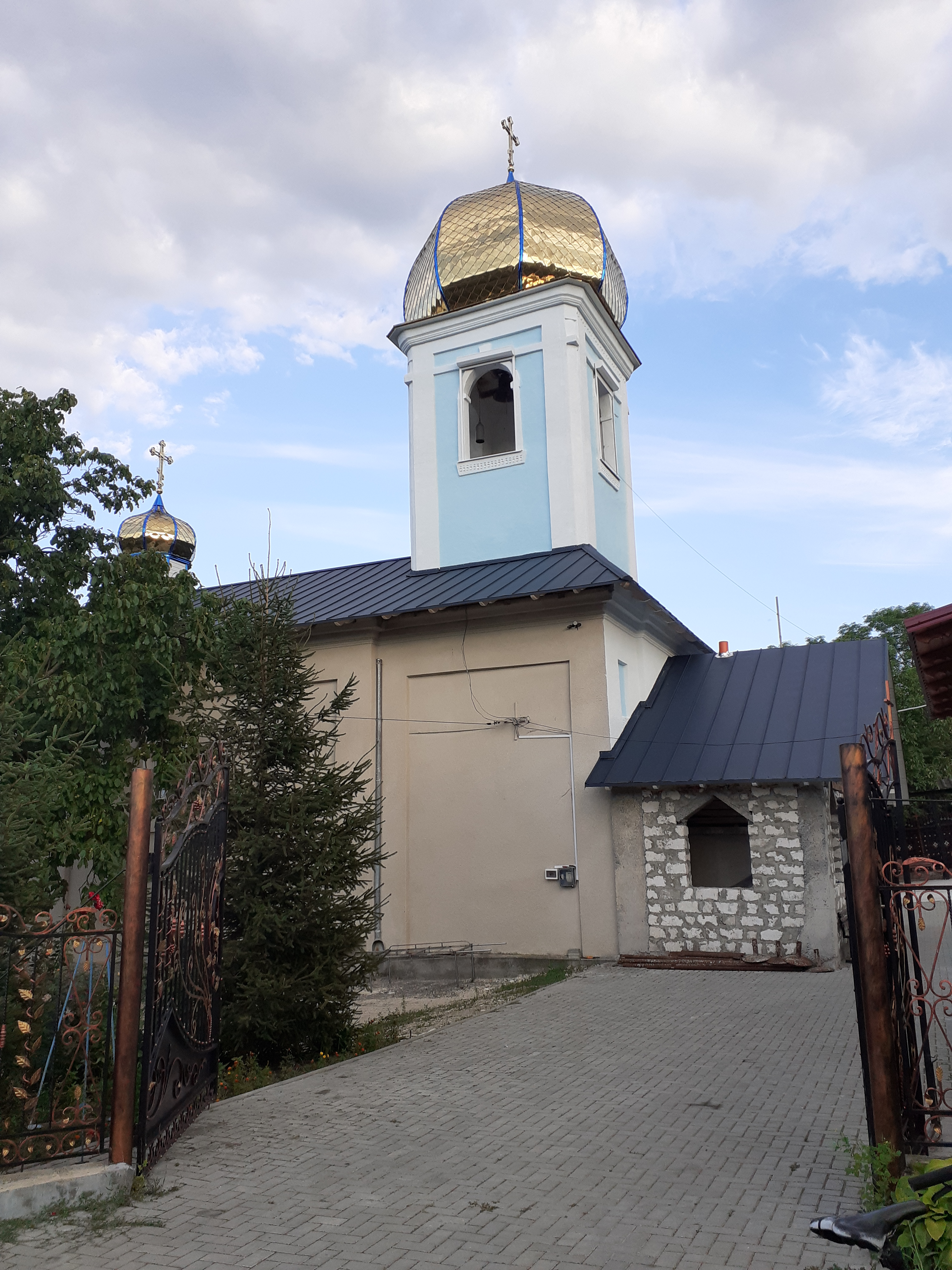
Biserica „Adormirea Maicii Domnului” din localitate.
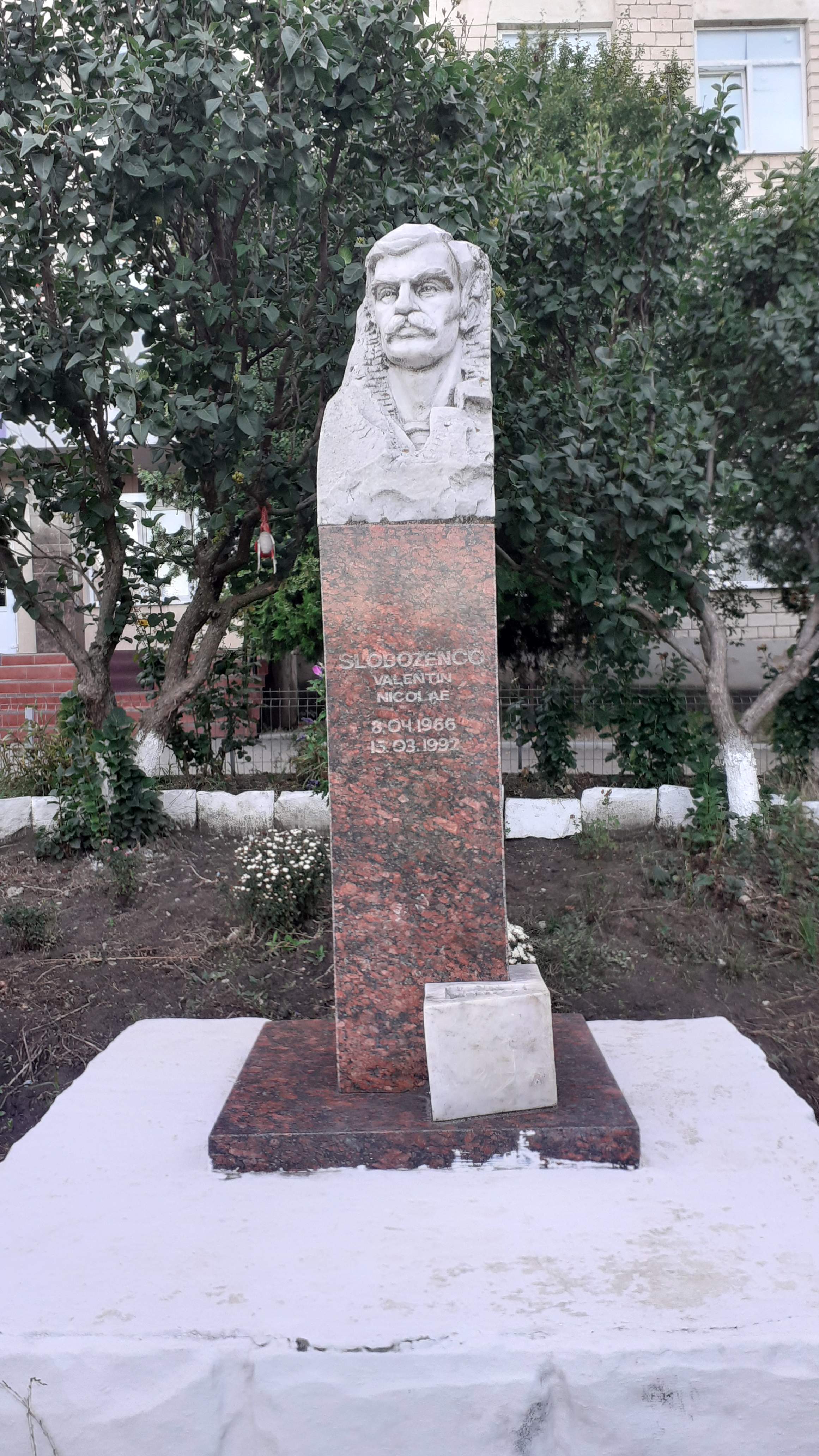
Bustul lui Valentin Slobozenco, consătean căzut în războiul din Transnistria.
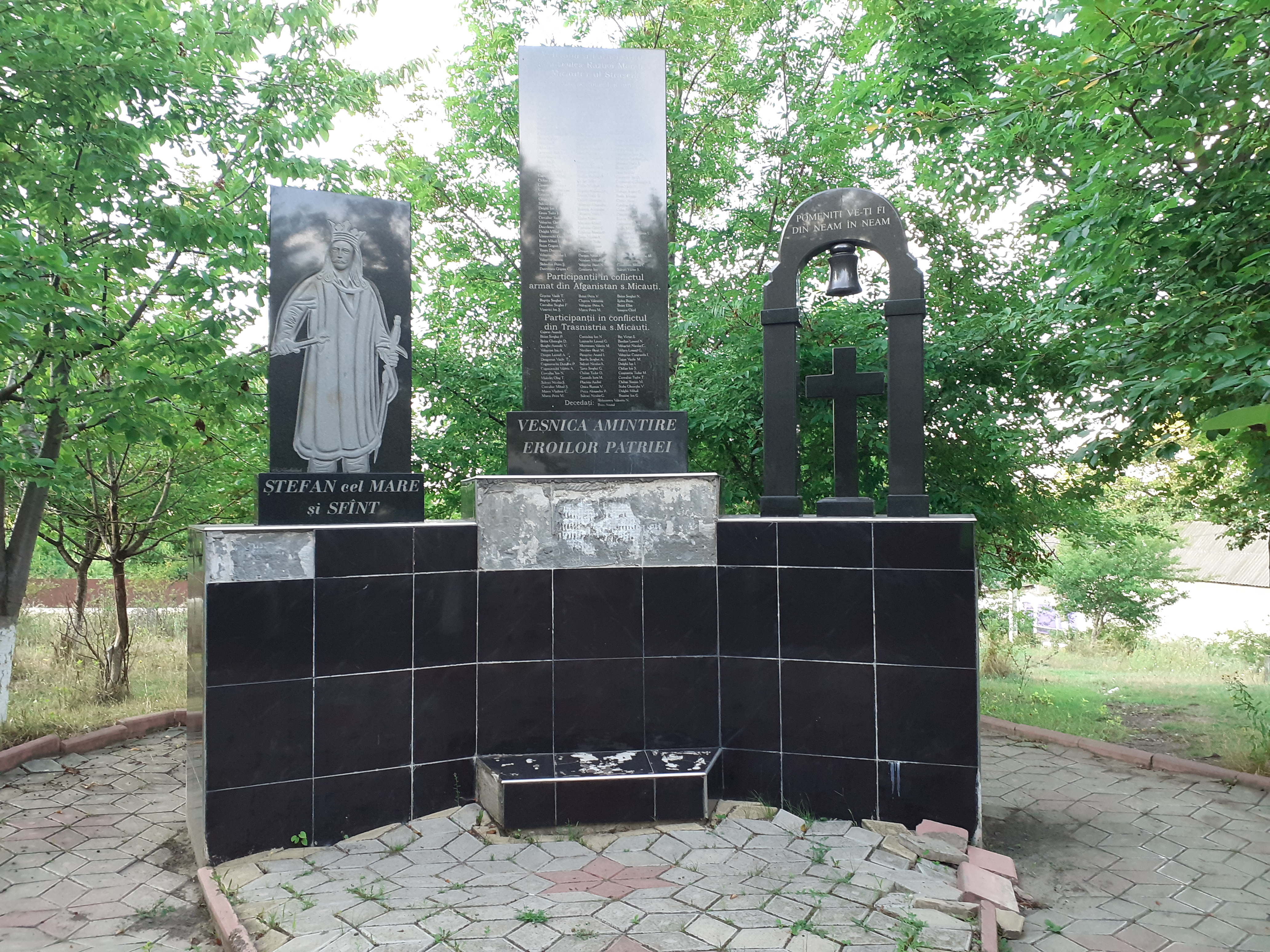
Memorialul consătenilor căzuți în cel de-al Doilea Război Mondial, războiul din Afganistan și războiul din Transnistria.